# Изолани, Иоганн Людвиг Гектор фон
Иоганн Людвиг Гектор фон Изолани (нем. Johann Ludwig Hektor von Isolani, 1586, Гориция — 1640, Вена) — граф, имперский генерал.
Происходил из кипрской аристократии. В первые годы Тридцатилетней войны сражался против графа Мансфельда; позже был произведён в генералы. В 1631—1632 разбит при Зильбахе и Люцене. За измену Валленштейну получил графство и часть его имений. Изолани один из наиболее смелых полководцев имперской армии, наводивший ужас своими опустошительными походами.